# Restrepia cuprea
Restrepia cuprea, the Copper-colored Restrepia, là một loài lan đặc hữu của Colombia.

## Hình ảnh

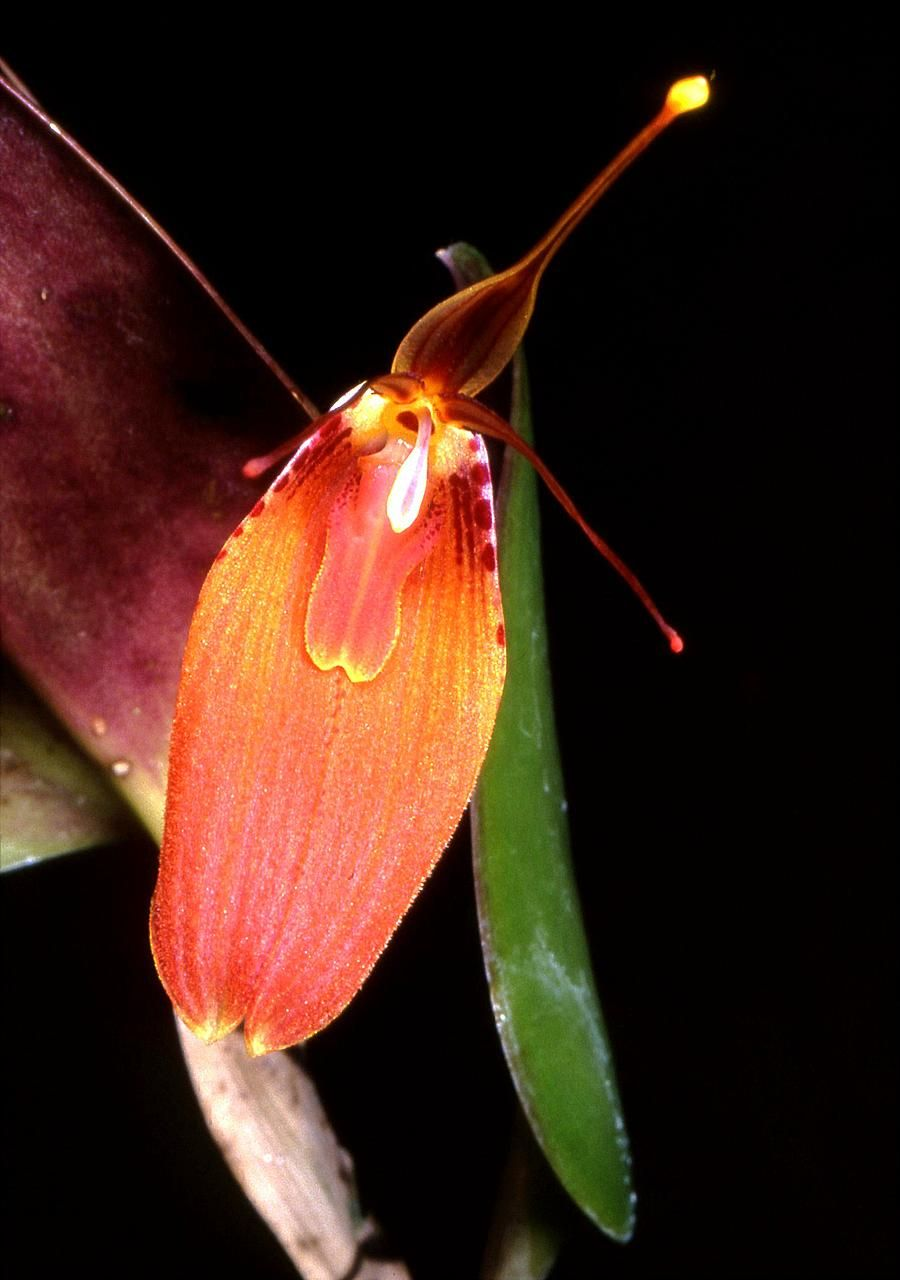